# Louis Brock
Louis „Lou“ Brock (* 21. August 1892 in Kalamazoo, Michigan; † 19. April 1971 in Los Angeles, Kalifornien) war ein US-amerikanischer Filmproduzent, Regisseur und Drehbuchautor, der bei der Oscarverleihung 1934 den Oscar für den besten Kurzfilm in der Unterkategorie Comedy gewann und zugleich ein weiteres Mal in dieser Kategorie nominiert war.

## Leben
Brock begann seine Laufbahn als Produzent in der Filmwirtschaft Hollywoods 1930 bei dem Comedy-Kurzfilm General Ginsberg und produzierte im Laufe seiner Karriere bis 1953 annähernd 90 Kurzfilme für RKO Pictures und andere Filmproduktionsgesellschaften. Als Produzent war er maßgeblich am Zusammenkommen des Hollywood-Traumpaares Fred Astaire und Ginger Rogers beteiligt und war darüber hinaus Leiter der Kurzfilmabteilung von RKO Pictures. Daneben war er bei einigen wenigen Filmen auch selbst als Regisseur und Drehbuchautor tätig.
Bei der Oscarverleihung 1934 erhielt er den Oscar für den besten Kurzfilm in der Unterkategorie Comedy für So This Is Harris! (1933) und war darüber hinaus bei dieser Oscarverleihung ein weiteres Mal für diesen Oscar nominiert und zwar für A Preferred List (1933).
Brock, der unter anderem mit der Schauspielerin Helen Christian verheiratet war, verarmte nach Beendigung seiner Laufbahn als Filmproduzent und arbeitete zuletzt bis zu seinem Tod als Nachtportier in einem Hotel in Hollywood.

## Filmografie (Auswahl)
- 1930: General Ginsberg
- 1931: Scratch-As-Catch-Can
- 1932: Two Lips and Juleps; or, Southern Love and Northern Exposure
- 1933: So This Is Harris!
- 1933: A Preferred List
- 1933: A Merchant of Menace
- 1933: Snug in the Jug
- 1934: Love on a Ladder
- 1934: Contented Calves
- 1940: Corralling a Schoolmarm
- 1941: When Wifie's Away
- 1946: The Shadow Returns
- 1953: Merry Mirthquakes